# ビッグ・ボス
- メタルギアシリーズ > メタルギアシリーズの登場人物 > ビッグ・ボス

ビッグ・ボス（BIG BOSS、1935年 - 2014年、ファントムは1932年 - 1995年）は、コナミ（コナミデジタルエンタテインメント）のアクションゲーム「メタルギアシリーズ」に登場する架空の人物。同シリーズの主人公のひとりである。

## 概要
特殊部隊FOXHOUND総司令官であり、国境なき軍隊（Militaires Sans Frontières）、ダイアモンド・ドッグズ、および独立武装要塞国家であるアウターヘブンとザンジバーランドの首領。1954年、ビキニ環礁で行われたブラボー実験と後述のソ連で行われたバーチャスミッション失敗時に放たれた核弾頭デイビー・クロケットにより被爆している。
本名はジョンで、ザ・ボス及びゼロ少佐からは愛称として「ジャック」と呼ばれている。ファミリーネームは不明。『METAL GEAR SOLID3』ではパラメディックに「ジョン・ドゥ」と名乗るが、これはアメリカでは身元不明の男性死体を指してジョン・ドゥと呼ぶ習慣があることを踏まえた冗談。作中では本当のファミリーネームは明かされなかった。
身長180cm、体重89kg、IQ180。母語である英語のほか、バーチャスミッションおよびスネークイーター作戦でロシア語、ピースウォーカー事件でスペイン語とフランス語を使いこなしている。ロシア語に関しては、ニコライ・ステパノヴィッチ・ソコロフに「完璧なロシア語」だと評価された。FOXの隊員だった頃のコードネームはネイキッド・スネークである。
基本的には冷静沈着で動じない性格だが、仲間への優しさや他人への思いやりも見せる。お茶目な性格であり、頻繁にジョークを飛ばしたりもする。スネークイーター作戦当初はヘビなどの野生動物を食べるサバイバル生活に乗り気ではなかったが、次第にどんどんハマっていく。段ボール箱に魅力を感じているとシギントとの通信で熱く語っているほか、葉巻き煙草（シガー）を好んでおり、任務中も決して手放さない。意外なことに非科学的な存在である吸血鬼を苦手としており、話題が出るだけで吸血鬼が登場する悪夢に苦しめられる。
敵であるオセロットに対しても、戦闘を通じてアドバイスを送り、彼を結果的に成長させたり、彼に勝利しても「奴はまだ若い」として見逃すなど敵味方関係なく才能ある若者を育てるのも好きな模様で、人の技量を見る確かな目を持っている。
本人の意に反して作られた彼のクローンが「恐るべき子供達」（ソリッド・スネーク、リキッド・スネーク、ソリダス・スネーク）である。
老成した外見は純粋なクローンである『MGS2』時点のソリダスがそっくりであり、特に目を負傷して眼帯をつけたソリダスの外見はオセロットからも「ビッグ・ボスに瓜二つ」と言われていた。
ベトナムに於いてLRRP（長距離偵察作戦）に参加し、SOG（スペシャル・オペレーションズ・グループ）、グリーンベレー、ワイルド・ギースで活躍、70回以上のミッションを務めた。その後、世界各国を回って様々な傭兵組織での活動や紛争で活躍し、“20世紀最強の兵士”と噂される伝説的存在になる。
1980年代に様々な地域紛争、民族紛争に参加し、一時期はジャーナリズムによる批判の的にもなった。その後は戦線を退き、軍事教育を講じるようになる。
1990年に入り、米国非正規特殊部隊FOXHOUNDの作戦総司令官として任命され、国内に呼び戻される。同時に傭兵派遣会社アウターヘブンを南アフリカ奥地で武装要塞国家として変貌させ、「アウターヘブン蜂起」を引き起こす。しかし、自ら情報撹乱の為に派遣したFOXHOUNDの新人隊員ソリッド・スネークの想定外の活躍によって、最終兵器メタルギアは破壊されてしまい蜂起は阻止され、その際に死亡したと思われていた。
しかし、実はアウターヘブンで死亡したのはある事件以降に影武者（ファントム）として活動していたパニッシュド・“ヴェノム”・スネーク（エイハブ）であり、FOXHOUND司令官の本物のビッグ・ボス本人はアウターヘブン壊滅後中東に逃れ、新たに軍事国家ザンジバーランドを築いていた。世界が深刻なエネルギー危機を迎える中、石油精製藻類OILIXを開発したキオ・マルフ博士を拉致して世界各地の核貯蔵庫を襲撃し、世界に対して軍事的・経済的な優位を確保しようと「ザンジバーランド騒乱」を引き起こす。しかし、自身が創設した特殊部隊FOXHOUNDと米国政府によって再び送り込まれたソリッド・スネークの手により計画は再び頓挫し、自身はライターとスプレー缶による即席の火炎放射器で全身を焼き尽くされ死亡したと思われたが、瀕死の状態で確保されており2014年までナノマシンで人工的な脳死状態にされその肉体を管理されていた。

## 来歴

### スネークイーター作戦
- 『メタルギアソリッド3』（2004年発売）

バーチャスミッション
1964年8月24日 - 8月30日。FOXHOUNDの前身であるFOX部隊に所属する中央情報局（CIA）工作員だった彼は、同部隊の初任務として、兵器開発者であるニコライ・ステパノヴィッチ・ソコロフを救出し、亡命させる極秘任務遂行のため自由降下によってソ連領・ツェリノヤルスクに降り立った。しかし、自身の師であり伝説の兵士でもある「ザ・ボス」の裏切りに会い、救出任務は失敗に終わる。その際に、ソ連軍大佐エヴゲニー・ボリソヴィッチ・ヴォルギンがソコロフの秘密設計局に向けて発射した無反動核弾頭・デイビー・クロケットの爆発から、数キロメートルから10キロメートルほど離れた場所にいたことから放射能を浴びている。なお、バーチャスミッションとは「貞淑なる任務」という意味である。
スネークイーター作戦
1週間後、FOXの存続をかけた最後のチャンスとして、敵に連れ戻されたソコロフの奪還、彼が開発した新型兵器「シャゴホッド」の破壊、GRUのヴォルギン大佐の抹殺、そしてソ連に亡命したザ・ボスの抹殺という任務を帯び、再びソ連領内に降り立つ。そこで出会ったEVAと共に任務の遂行にあたり、ソコロフが殺害されたため彼の救出には失敗したものの、シャゴホッドの破壊とヴォルギンの打倒に成功する。
ソ連軍の追撃をかわした後、「生き残った者がボスの称号を継ぎ、終わりなき戦いへとこぎ出す」と語るザ・ボスとの最後の戦いに臨み、彼女に勝利する。そして瀕死の本人の願い通り、彼女の銃でトドメを刺した後、EVAと共にWIGでソ連を脱出した。帰国後はアメリカを救った英雄として賞賛され、大統領から勲章と共に、ザ・ボスを超える者として「ビッグ・ボス」の称号を贈られる。
しかし、脱出後にEVAが残した音声によって、本来ザ・ボスの亡命は偽装であったこと、ヴォルギン大佐がアメリカ製の核弾頭を撃ち込んだ事によって生じた最終戦争の危機を回避するため、ニキータ・フルシチョフから潔白を求められたアメリカ政府が彼女を大罪人に仕立て上げ始末することで幕引きを図ったこと、それゆえに愛した弟子に殺されることが彼女にとっての最後の任務であったこと、そして彼女こそが国を救う為に全てを投げ出した真の愛国者だったことを知らされる。祖国を裏切った売国奴として名前も刻まれていない彼女の墓にオオアマナを添え、その前で彼は1人敬礼し、静かに涙を流した。そのザ・ボスが生前語っていた願いは、世界を一つにする事だった。
この当時のコードネームは前述の通り、ネイキッド・スネーク（Naked Snake）であり、FOX部隊の指揮官であるゼロ少佐により命名されたもの。唯一始めから装備している武器は、Mk.22ハッシュパピーだが、1964年当時は試験段階であり、スネークが装備しているものは、Mk.22を麻酔弾仕様に改造したものであった。
作戦中に捕虜となり、その場にいたEVAを撃とうとしたオセロットを妨害しようと体当たりをした際に、暴発した銃のマズルフラッシュによって右目を失う。独房から脱出後、スネークの没収された装備品を回収したEVAと合流し、これ以降は右目にトレードマークになる眼帯を着用する。

### サンヒエロニモ半島事件
- 『メタルギアソリッド ポータブル・オプス』（2006年発売）

1970年11月2日。スネークイーター作戦が終了した後はビッグ・ボスの称号を捨てFOX部隊も除隊。その後、傭兵として各地を転々としていた。しかし、ジーン率いるFOX部隊から「賢者の遺産」の在処の行方を知る人物と判断され、コロンビアのサンヒエロニモ半島へ拉致される。監禁された牢屋の相部屋にはグリーンベレー隊員のロイ・キャンベルが監禁されており、彼の仕組んだダクトから脱獄した。脱獄後は医療係のパラメディックや武器装備担当だったシギントと通信し、ゼロ少佐がCIAに捕らえられたことや、この事件の首謀者がビッグ・ボスだとされている事を知る。身の潔白を証明するため、彼はキャンベルと共に事件を解決するために行動する。
事件の4年ほど前にモザンビークで少年兵だったフランク・イェーガー（後のグレイ・フォックス）と遭遇・保護しており、「ヌル」のコードネームを与えられた彼とサンヒエロニモ半島で敵として再会するが、再び保護した。
この事件で、FOX部隊の指揮官だったジーンのアーミーズ・ヘブン計画に影響され、彼から受け継いだ資金と人脈は国境なき軍隊の資産となる。
収束後、この事件で壊滅したFOX部隊の後進として、FOXHOUNDをアメリカ陸軍にて設立。しかしザ・ボスの意志への解釈の違いや恐るべき子供達計画の件でゼロと袂を分かったビッグボスはほどなくFOXHOUNDを去る。

### ピースウォーカー事件
- 『メタルギアソリッド ピースウォーカー』（2010年発売）

1974年11月4日。ザ・ボスの死から10年、FOXHOUNDを離れたビッグボスはコロンビアの戦場で出会ったカズヒラ・ミラーと国境なき軍隊（MSF）を組織して傭兵として活動していた。
ある日、コスタリカからガルベスという平和大学の教授とパスという生徒の少女が国境なき軍隊のもとを訪れる。彼らは、軍を持たないコスタリカに展開を始めた謎の武装勢力の鎮圧を依頼した。引き受けたビッグボスは国境なき軍隊を率いてコスタリカに向かう。ガルベスの支援によりカリブ海洋上に巨大プラント（マザーベース）を築き、国境なき軍隊の規模を拡大させた。しかし今回の件で、やむを得ない事態だったにしても米ソの二大大国間の核戦略に干渉してしまい、結果として世界とかつてボスが語っていた「時代の流れ」と対峙する事を意味し、それらに対抗すべく「アウターヘヴン（天国の外側）」の構想を考えるようになる。
「ビッグ・ボス」と呼ばれることを嫌い、当初仲間には「スネーク」と呼ぶよう指示していたが、ピースウォーカーの破壊を経て、ザ・ボスは戦う以外の道がない自分を捨てて戦いから逃げたのだと、ザ・ボスの真実に対して更に誤解を深めてしまい、彼女とは違う道を歩むことを決意し、彼女の形見だったバンダナをニカラグア湖に捨てる。そしてこれ以降、自らビッグ・ボスを名乗るようになった。また、彼を支持する者は類似発音で敬意を込めて「VIC（TORY）BOSS（勝利のボス）」と呼んでいる。
また、今作でビッグ・ボスの出生年がチェ・ゲバラと同じく1935年であり、スペイン語を使いこなせることが判明した。さらにNORADがサンタクロースを追跡しているという話を真に受け、サンタクロースは実在すると信じていた。また、浜辺で遭遇した「トレニャー」の言葉を理解し自らもネコ語を喋った。
ドラマCD『平和と和平のブルース』では、ミラーとの出会いのエピソードが描かれている。時はピースウォーカー事件の2年前、1972年。出会う前までは傭兵としてコロンビア政府軍を指揮していたが、ミラーが率いる反政府軍との戦闘後に契約が切れ、保護したミラーに「スネークが勝ったら仲間になる」という条件で勝負を持ちかけられ、最終的に勝利し自分の副官とした。
小説版『メタルギアソリッド サブスタンスI』では、この戦いの際にカズに対して「死の間際でも、死を覚悟してもなお策略を練り続けられるのが真の戦士」という言葉を贈っており、後にこの教えはFOXHOUNDの教官マクドネル・ミラーとなったカズによってソリッド・スネークを初めとした生徒達に伝えられている。

### カリブの大虐殺
- 『メタルギアソリッドV グラウンド・ゼロズ』（2014年発売）

1975年3月16日。国境なき軍隊（MSF）は核兵器を保有する規模になったため、国際原子力機関（IAEA）から核査察要請を受けていた。また同時期に、MSFの情報を知るパスが、非政府諜報機関サイファーに身柄を拘束されてキューバ米軍基地（ブラックサイト）で尋問を受けていることを知る。仲間のヒューイ(エメリッヒ博士)が独断で核査察を引き受けたため、ビッグ・ボスは副司令官のミラーに核査察の対応を任せ、単身でパスの救出に向かう。
勝手に1人でパスの救出に向かって捕まっていたチコも含めて2人を救出したが、マザーベースはIAEAに偽装した武装組織XOFに襲撃されていた。脚部に仕掛けられたC4によってマザーベースが崩壊していき、ビッグ・ボスは仲間がひとり、またひとりと銃弾に倒れていく中、ミラーを救出してヘリで逃走するが、パスの体内に仕掛けられた爆弾が爆発してヘリは墜落し、ここでビッグ・ボスの消息は途絶える。国境なき軍隊は壊滅し、カリブ海洋上に位置するマザーベースも破壊される。
この事件を年表では「マザーベース壊滅」と表記されており、「THE PHANTOM PAIN」でのマザーベーススタッフはこの出来事を「カリブの大虐殺」と呼んでいる。

### 二人のビッグ・ボス

#### ビッグ・ボス
- 『メタルギアソリッドV ファントムペイン』（2015年発売）

1984年。「GROUND ZEROES」でスカルフェイス率いるXOFの襲撃に遭い、ヘリでの帰還中に起きた爆発の影響で昏睡状態となったビッグ・ボスは、敵対しながらも彼の死を望まないゼロ少佐の計らいでキプロスの英軍病院に運び込まれていた。そして9年間に及んだ昏睡から覚醒する。オセロットから、以前ビッグ・ボスがMSF隊員の中で最も優秀だと評したメディック（衛生兵）が、爆発の際にビッグ・ボスを庇って同じように昏睡状態で入院していること、そしてゼロ少佐がそのメディックの素質を生かし、スカルフェイス対策として彼をビッグ・ボスのファントム（影武者）にする計画を進め、オセロットもそれに賛成していることを知らされる。
ビッグボスの復活を察知したXOFの襲撃に際し、体が思うように動かないエイハブを導き、その際は顔に包帯を巻いた姿で「イシュメール」と名乗っていた。病院からの脱出に成功したが、XOFの追撃に遭い、乗っていた救急車は横転、エイハブが意識を失っている間にイシュメールは姿を眩ます。その後合流したオセロットにファントムのことを頼み、別の地で真のアウターヘブンを作るべく、バイクで走り去っていった。

#### ビッグ・ボスのファントム
- 『メタルギアソリッドV ファントムペイン』（2015年発売）

1984年2月26日。キプロスの病院で9年間の昏睡から覚醒する。3月11日、ビッグ・ボスの復活を察知したXOFによって病院が襲撃される。「エイハブ」と名乗るよう指示されてまだ体が思うように動かせなかったが、オセロットとイシュメールに助けられて病院を脱出する。
パニッシュド “ヴェノム” スネーク（Punished “Venom” Snake）のコードネームを持つ。オセロットから依頼を受けてミラーを救出し、ダイアモンド・ドッグズの首領となる。組織を拡大しながら、マザーベースを壊滅させたサイファーへ復讐を誓う。
正体は『GROUND ZEROES』のエンディングムービーに登場したメディック（衛生兵）。身を挺してビッグ・ボスを爆発から庇い、この時の破片が体中に突き刺さってビッグ・ボスと共に昏睡する。しかし、ゼロ少佐の指示によって昏睡中の睡眠学習によりビッグ・ボスの過去を追体験した事でビッグ・ボスの記憶と人格を持ち、整形手術で顔を変えることで自分をビッグ・ボスだと信じるファントム（影武者）へ変貌した。また、ビッグ・ボスからMSF隊員の中で最も優秀だと評され、元々あった素質と与えられた知識によって本物に次ぐ能力を持つと予想されていた。1932年生まれのため、『GROUND ZEROES』の時点で42 - 43歳、『THE PHANTOM PAIN』の時点で51 - 52歳である。
顔をビッグ・ボスに似せるように整形したため、基本的な見た目はそっくりだが、瞳の色が緑色であったり、DDに顔を舐められるのを拒んだり、あれだけ強い拘りを見せていた葉巻の吸い方を知らない上に吸おうともせず、ファントムシガーという葉巻型の電子煙草を吸うなど、頭部に刺さった破片以外にも本物と違う・真似しきれていないところがある。『THE PHANTOM PAIN』冒頭ではビッグ・ボスの顔からプレイヤーが設定するアバターの顔に整形するシーンが入るが実際は逆であり、この時に設定した顔が本来の素顔である。また、ここで入力するプレイヤーネームが本名（もしくはMSF時代の呼び名）となる。

### アウターヘブン蜂起
- 『メタルギア』（1987年発売）

1990年代へ入ると離脱したはずの米軍に戻り、かつて自らが創設した特殊部隊FOXHOUNDの総司令官に就任した。この際、教官としてかつての盟友マクドネル・ミラー、副司令官として共にサンヒエロニモ半島事件を解決したロイ・キャンベル、グレイ・フォックスのコードネームでフランク・イェーガーを部隊に加えている。その中には息子デイビッドも存在し、彼に自分と同じ「スネーク」のコードネームを与え、ソリッド・スネークとした。
1995年、南アフリカに出現した独立武装国家アウターヘブンを調査するためグレイ・フォックス、そして新人隊員であるソリッド・スネークを送り込む。
作中では無線で「こちらBIG BOSS…」と始め、要件を話してすぐに「…OVER」と終了する。新たなアイテムを発見した場所で通信するとそのアイテムの使い方を説明するが、普段はこちらから呼びかけても基本的に応答が無い（独房からの脱出時など稀に反応はある）。敵兵のユニフォームには「セーラー服か？」ととぼけたり、ボディアーマーには「男なら使うな！」と主張したりと珍妙なアドバイスを送る場合もある。
最後にはアウターヘブンの統率者が彼だったことが判明する。新人であるスネークを送りこんだのは情報攪乱のためだったが、スネークの予想外の活躍によりアウターヘブンは崩壊した。最終局面で「お前はやりすぎた、やりすぎたのだ！」と叫んでスネークに戦いを挑み死亡する。エンディング後に「私は死なん…いつか、決着をつけよう。いつの日か…また会おう！」という言葉を残す。
『メタルギアソリッドV ファントムペイン』において、FOXHOUND総司令官のビッグ・ボスは確かにアウターヘブンの統率者であったが、実際にアウターヘブンを設立し、ソリッド・スネークの前に立ちはだかって死亡したのは、自らの素性を思い出してからも、MSFのメディックだった頃と同様にビッグ・ボスへの忠誠を尽くしたファントム（ヴェノム・スネーク）であったことが明らかになる。

### ザンジバーランド騒乱
- 『メタルギア2 ソリッドスネーク』（1990年発売）

1990年代後半、アウターヘブン蜂起後に行方をくらましていたビッグ・ボスは、中東に独立武装要塞国家ザンジバーランドを築き、アウターヘブン蜂起で生き残った優秀な兵士達を何人か救出、更に元々彼の部下だったグレイ・フォックスも彼についてFOXHOUNDを離反する。石油の枯渇によるエネルギー不足が問題視される中、OILIXを開発したキオ・マルフ博士を拉致し、世界に対して軍事的、経済的に優位に立とうとする。
1999年12月24日 副司令官だったロイ・キャンベルが総司令官となり、人工衛星などを利用した新体制のハイテク特殊部隊FOXHOUNDによって再び送り込まれたソリッド・スネークの手により計画は頓挫する。メタルギアとの戦いで傷つき装備も失ったスネークの前に現れ、マシンガンを乱射して追撃するが、ライターとスプレーを組み合わせて即席の火炎放射器を作り上げたスネークに敗北した。「どちらが勝っても、我々の闘いは終わらない。敗者は戦場から解放されるが、勝者は戦場に残る。そして生き残った者は死ぬまで、戦士として人生を全うするのだ」という言葉を遺しており、この言葉はスネークの心にトラウマとして深く刻まれその後、彼が再びFOXHOUNDを除隊しアラスカで隠遁生活を送る要因になった。
また、ザンジバーランドの基地内には子供達が何人か遊んでまわっている区画があるが、この子供達のほとんどは戦災孤児であり、ザンジバーランドで保護され教育を受けていた。彼らからは「片目のおじちゃん」と呼ばれており、親代わりとして慕われていた模様。

### ガンズ・オブ・ザ・パトリオット事件
- 『メタルギアソリッド4』（2008年発売）

2014年。ザンジバーランドの一件で瀕死状態に陥ったビッグ・ボスの身体は、その英雄性を愛国者達の象徴に据えようとするゼロ少佐の意思によって回収され、ナノマシンで人工的な脳死状態にさせられて生きたまま保存されていた。EVA率いるレジスタンス「失楽園の戦士」が遺体を保管していたが、最後はリキッド・オセロットにとどめを刺される。
しかしそれはソリダス・スネークの遺体とすり替えたダミーであり、本物のビッグ・ボスの体は別の場所に隠されていたものの相変わらずナノマシンを通じて愛国者達のシステムの管理下に置かれていた。ビッグ・ボスはEVAによって救出され、オセロットやナオミ・ハンターの手によって身体の欠損がリキッドやソリダスの遺体の一部で補われ五体満足の状態に戻っており、J.D.が破壊されたことにより昏睡状態から解放された。
その生存を知らず「ビッグ・ボス」の墓前で体内の変異型FOXDIEの拡散を防ぐため、自らの命を絶とうとしていたソリッド・スネークの前にAIネットワークにG.Wを通じてFOXALIVEを送りこんだ際に居場所をつきとめていたゼロを連れて現れ、「愛国者達」や事件の真相を語る。ビッグ・ボスの目的は、地球規模にまで拡大した「愛国者達」の勢力に対して軍事的・経済的に優位に立つことで世界の均衡を保ち、自分達戦士が恒久的に生きられる世界すなわち「愛国者達の支配する天国の外側の世界（アウターヘブン）」の創造だった。そのためにアウターヘブン蜂起やザンジバーランド騒乱を引き起こしたのだと語った。
同じ愛国者達のかつての創始メンバーの責任として、植物人間になりながら生きていた全ての元凶であり、かつての友でもあるゼロの生命維持装置を停止し、自らの手で彼を無に返す。そして、自身もスネークの新型FOXDIEの蝕みに苦しむも一旦は耐え、この新型の増殖によって古い変異型が駆逐されたというナオミの診断結果を伝える。そして、恩師であるザ・ボスの墓石の目の前に寄り、「ボス、あんたが正しかった」と自分のような戦士達のために世界を変えようとした自身のこれまでの行いを悔い、「世界を変える事では無く、ありのままの世界を残すために最善を尽くす事」、「他者の意志を尊重し、そして自らの意志を信じる事」、それこそがザ・ボスの真の意志だったと彼女の勇気の真実を悟ると共に、彼女の墓に敬礼する。そしてそれをまさに体現した生き様を最後まで見せたソリッド・スネークを息子と認めたことはないとしつつも「1人の戦士として、1人の男として尊敬している」「これからは戦う事を止め、蛇（スネーク）としてでなく、人（デイビッド）として自分のために生きろ」と告げた。そして新型FOXDIEに耐えるのも限界が近づき自力で崩れる様に倒れ、ザ・ボスの墓にもたれ掛かる。更に、自分やリキッド、ソリダス達が求めたものが内なる囲われた自由（リバティ）であるとし、スネークに与えられたものは、外へ向けられた自由（フリーダム）であると語った。この時にも愛してやまなかった葉巻を吸おうと火を着けようとしたが、ライターを持つ事も葉巻を咥える事もできなくなるまでに衰弱してしまう。そして死ぬ間際、自身がもたれ掛かる墓に眠るザ・ボスに「ボスは二人もいらない。蛇は1人で…、いや、蛇はもういらない」と話しかける。そして先程落とした葉巻をスネークの手で吸わせてもらい、息子とは認めないと言いつつも最初で最後のスネークの親孝行に対して「いいものだな」と口にし、穏やかな顔で息を引き取った。ビッグ・ボスの死により「愛国者達」の創設者は全てこの世を去り、彼らのシステムも終わりを告げる事になった。79歳没。

## 恐るべき子供達計画
1972年にアメリカの非政府諜報機関サイファー（後の愛国者達）によって始動された計画。別名「レ・アンファン・テリブル」もしくは「レス・エンファントス・テレブレス」（Les Enfants Terribles）とも呼ばれる。ゼロ少佐は組織の偶像（イコン）であるビッグ・ボスの心が離れていくのを感じ、保険としてクローンを作り組織の新たな偶像にしようとした。この計画の実施により、ゼロ少佐とビッグ・ボスの対立は決定的なものになった。
計画はバイオビジネスの大手企業であるATGC社の資本から、同社の幹部であるパラメディック（クラーク博士）により実施された。そして、EVA（ビッグ・ママ）が代理母（サロゲート・マザー）として志願し、受精卵は彼女の子宮へ移されてソリッド・スネークとリキッド・スネークの2人が誕生した。この計画は1976年に廃棄され、2人のクローンは別々の人物に引き取られる。
この計画はアナログクローン技術とスーパーベイビー法を用い、ビッグボスの体細胞の細胞核を使った体外受精卵を複数に分割することにより胎児の成長速度を増大させた。8個に分割した体外受精卵を子宮に移し、ある時期で6個を意図的に間引きしたことでソリッドとリキッドの成長能力は増大した。2人は胎児になる段階で意図的な操作により、優性遺伝子を一方にだけ集約することでその能力をさらに増大させている。リキッドは「俺は劣性遺伝子のみを受け継がされた絞りカスだ」といった趣旨の発言をしており、それがシャドー・モセス島事件に至る動機へと繋がっている。しかし、実際は優性遺伝子を受け継いだ個体はリキッドの方であり、彼はFOXDIEにより命を絶たれるまでその事実を知らないままだった。現実の科学における遺伝子の優性・劣性は、異なる対立遺伝子がもつ遺伝形質が子において発現するか否かを指した表現であり、個体の能力に関わるものではないが『メタルギア』の世界では戦士としての能力値に起因するソルジャー遺伝子という遺伝子が発見されている為、要はこれをより多く発現させたか否かという意味であると小説版（『サブスタンスI』）では説明されている。実際、優勢のリキッドが劣勢のソリッドに負けた通り、それもまた能力を決めるものではなかったことが証明された。この他にクローンが他の勢力に利用されないよう2人は生殖能力を初めから除かれており、寿命も短く設定されている。
この計画とは別件で、ビッグ・ボスの完全なクローンであるソリダス・スネークが誕生する。ソリダスはリボルバー・オセロットから「最も安定した個体」と評され、『メタルギアソリッド4』ではビッグ・ボス自らが完全なるコピーと述べている。SOPシステムの掌握においてもビッグ・ボスの代わりにソリダスの遺伝子コードが用いられて認証をパスしている。
『メタルギアソリッド2』でビッグシェル占拠事件の際に、オセロットがソリッド・スネークに対して急速に老化が進んでいる事を指摘して「50代のビッグ・ボスの体細胞を使った」と推測しているが、『メタルギアソリッド4』ではナオミ・ハンターによって否定されており、実際は上記の通り意図的にテロメアが短くなるように調整されていた為であった。また、そもそもソリッドとリキッドが産まれた時点では36 - 37歳である。

## キャスト
|                                       | 声優（日本語版） | 声優（英語版）           | モーションアクター       |
| ------------------------------------- | ---------------- | ------------------------ | ------------------------ |
| メタルギアソリッド3                   | 大塚明夫         | David Hayter             | 吉田瑞穂                 |
| メタルギアソリッド ポータブル・オプス | 大塚明夫         | David Hayter             | -                        |
| メタルギアソリッド ピースウォーカー   | 大塚明夫         | David Hayter             | 田中美央                 |
| メタルギアソリッド4                   | 大塚周夫         | Richard Doyle            | 大塚明夫                 |
| メタルギアソリッドV                   | 大塚明夫         | キーファー・サザーランド | キーファー・サザーランド |